# Samon Takahashi
Pour les articles homonymes, voir Takahashi.
Samon Takahashi (né en 1970 à Paris) est un acteur, artiste plasticien et compositeur français. Il vit et travaille à Paris.

## Domaines d'interventions
Samon Takahashi mixe les modalités d'interventions, et intervient dans le domaine de l'art conceptuel, avec notamment la conception d'objets « pour la plupart éphémères sur la base de glissements sémantiques ». Il multiplie le recours à des médias différents, tentant d'établir un lien entre eux : arts plastiques, architecture, sons, musique... En France, il a exposé au Palais de Tokyo, au Carré du Louvre, au Musée d'art moderne.
En 2005, il travaille sur le projet Neurhome, un projet collectif à la jointure de l'architecture, de la psychanalyse et de la théorie de l'information.

## Manifestations et expositions
- Exposition Carlos Kusnir, FRAC d'Auvergne, 2001[5]
- Exposition Playlist, Palais de Tokyo, 2004[6] : La Circonférence des oiseaux œuvre de 2003, programme sonore sur DVD. 60 min[7]
- Exposition Insonacson, 2005[8]
- Exposition « Suite N », Cneai, Chatou, 2009
- Création, « Œuvres sonores », Centre Pompidou, 2009[9]
- Exposition « Le choix du titre est un faux problème, Acte 1, Assis au fin fond des petites mares honnêtes », Cneai, 2011
- Exposition « Le choix du titre est un faux problème, Acte 2, Revolutions per minute », Cneai, 2011
- Exposition « Le choix du titre est un faux problème, Acte 3, Le travail de famille ça trie », Cneai, 2011